# مقاطعة فنتريس (تينيسي)
مقاطعة فنتريس (بالإنجليزية: Fentress County, Tennessee)‏ هي إحدى مقاطعات ولاية تينيسي في الولايات المتحدة. ، وتبلغ مساحتها 1292 كم2، بلغ عدد سكانها 17959 نسمة في عام 2010 حسب إحصاء مكتب تعداد الولايات المتحدة وتصل الكثافة السكانية فيها 13 نسمة/كم2.

## أعلام
- ألفين جيم نيويورك